# マルコ・サウ
マルコ・サウ（Marco Sau,1987年11月3日- ）は、イタリア・サルデーニャ州ソルゴノ出身のサッカー選手。ベネヴェント・カルチョ所属。ポジションはFW。

## 経歴
2005年に地元のクラブからサルデーニャの強豪カリアリのユースに移る。2007年にレンタル先のマンフレドーニア（セリエC1）でプロデビューをしたのを皮切りに、毎シーズンチームを変えながらセリエB、レガ・プロ・プリマ・ディヴィジオーネ（3部＝旧セリエC1）のレンタル先で経験を積む。
特に2010-11及び2011-12シーズンは2年連続で20得点以上と結果を出し、2012-13シーズンはカリアリに復帰。念願のセリエAの舞台に上がる。
2013年5月、FIFAコンフェデレーションズカップ2013の予備招集メンバーとしてA代表に初招集された。
2019年1月31日、UCサンプドリアに移籍した。
2019年7月21日、セリエBのベネヴェント・カルチョと2年契約を結んだ。

## 所属クラブ
- カリアリ・カルチョ 2007-2018

→ ASDマンフレドーニア・カルチョ (loan) 2007-2008
→ UCアルビーノレッフェ (loan) 2008-2009
→ カルチョ・レッコ1912 (Co-ownership) 2009-2010
→ USフォッジャ (loan) 2010-2011
→ SSユーヴェ・スタビア (loan) 2011-2012
- UCサンプドリア 2019
- ベネヴェント・カルチョ 2019-